# Troegerita
La troegerita (o trögerita) es un mineral de la clase de los minerales fosfatos, y dentro de esta pertenece al llamado “grupo de la autunita”. Fue descubierta en 1871 en Schneeberg en los montes Metálicos, en el estado de Sajonia (Alemania), siendo nombrada así en honor de Richard Troeger, minero alemán. Un sinónimo poco usado es trögerita.

## Características químicas
Es un uranilo-arseniato hidratado con peróxido de hidrógeno como catión. El grupo de la autunita al que pertenece son uranilofosfatos y uraniloarsenatos estructurados en capas. Puede presentarse con crecimiento epitáxico con la zeunerita. Además de los elementos de su fórmula, suele llevar cantidades variables de agua.

## Formación y yacimientos
Es un raro mineral formado en la zona de oxidación de algunos yacimientos del uranio, enriquecidos con plata, arsénido y níquel.
Suele encontrarse asociado a otros minerales como: walpurgita, minerales del uranio, zeunerita, eritrina, rejalgar, oropimente, escorodita, arsenosiderita, metatorbernita, metazeunerita, uranofano, arsenopirita, pirita o galena.

## Usos
Por su alta radiactividad debe ser manipulado y almacenado con los correspondientos protocolos de precaución.